# عبدالعزیز خنجی
حاجی عبدالعزیز خُنجی - اهل شهرستان خنج از توابع استان فارس. بازرگان ایرانی ساکن بحرین، تاجر انواع کالاها و نیز مالک کشتیهای صید مروارید در خلیج فارس در اوائل سده بیستم میلادی بود. وی در سال ۱۲۵۳ هجری شمسی در بندر شارجه متولد شد و سپس به همراه خانواده ابتدا به بندر لنگه و سپس به بحرین مهاجرت نمود. پدرش حاجی لطفعلی از تجار مهم بندر لنگه و بحرین بود.

حاج عبدالعزیز خنجی، منامه، دههٔ ۲۰ شمسی

## خدمات اجتماعی
در سال۱۲۹۹ هجری شمسی (۱۳۳۸ هجری قمری) مسجد جامع شهر خنج که کاملاً ویران شده بود، به هزینهٔ وی ساخته شد.
طالب خنجی، از شاعران محلی خنج، در این باره شعر زیر را سروده‌است:
«مسجد از نو ساخت آن نیکو تمیز… ابن حاجی لطفعلی، عبدالعزیز
مسجد شیخ حاجی محمد قطب دین … ساخت از نو، از سر صدق یقین
اصل خنجی بود، بحرینش مکان … بود بحرین آن زمان، دارالامان
چهار هزاری از تومان، وجه حلال… صرف مسجد کرد آن نیکو خصال
حاتم طائی به نزدش بود فقیر… آن شهنشه بود و حاتم بود او [را] وزیر.
پس وکیلش بود محمد را نبی… آشنا بود و و نبُد او اجنبی
از امیران اَوز بود آن نکو… بود امین پاک باز راست گو
چند بیتی طالب خنجی بگفت… بلبل آسا نغمه زد چون گل شکفت
سال تاریخ بنا آمد گذشت… با هزار سیصد با سی هشت»
ابیات فوق، به صورت کتیبه‌ای از سنگ مرمر در ورودی مسجد نصب شده‌است.
همچنین مسجدی دیگر در بازار قدیم منامه بحرین به وسیله او احداث شد که به نام خودش نامگذاری گردید.
بسیاری از ایتام در جنوب کشور و نیز در شبه قارهٔ هند تحت تکفل وی بودند و مخارج زندگی آنان را تا تحصیل دانشگاهی به عهده گرفت.

## افکار سیاسی و اقدامات مرتبط

### مخالفت با حضور استعمار در منطقه
حاج عبدالعزیز به شدت مخالف حضور انگلیس در منطقه خلیج فارس و شبه قاره بود. در سفر نامه‌اش به هند به صراحت از حضور استعمار انگلیس در آن سرزمین انتقاد کرده‌است.

### کمک به نهضت سنوسیه در مبارزه با استعمار
حاج عبدالعزیز پس آگاهی یافتن از مبارزات ضد استعماری مردم لیبی و چاد به رهبری امیر احمد سنوسی علیه اشغالگران ایتالیایی، مبلغ هنگفتی کمک مالی به ایشان اهدا کرد. امیر احمد سنوسی طی نامه‌ای به خط خود از این کمک تشکر نمود.

### کمک به جنبش ضد استعماری مراکش
او ضمن حمایت معنوی از جنبش ضد اشغالگری مغرب به رهبری امیر عبدالکریم الخطابی علیه استعمارگران فرانسوی، کمک مالی قابل توجهی به ایشان اهدا کرد.به همین جهت پس از پیروزی جنبش ضد استعماری، دولت مغرب به منظور قدردانی از وی خیابانی را در شهر طنجه به نام وی (حاج عبدالعزیز خنجی) نامگذاری نمود.

## نسب نامه
نسب نامه ایشان طبق یادداشت شخصی پسرش - محمدامین- به قرار زیر است:
عبدالعزیز فرزند حاجی لطفعلی فرزند محمدجعفر فرزند حاجی طاهر فرزند جعفر فرزند محمد شریف فرزند عبدالرحیم

## سفرنامه هندوستان
حاج عبدالعزیز سفری تجاری سیاحتی به هند داشت که مشاهدات خود در آن سفر را تحریر نموده‌است. این سفرنامه توسط روزنامهٔ محلی روزبهان خنج به چاپ رسیده‌است.

## درگذشت
وی در تاریخ یکشنبه ۲۳ مهر ماه ۱۳۲۹ هجری شمسی در سن ۷۶ سالگی در شهر منامه بحرین وفات یافت.